# Валентюна
Валентюна (на шведски: Vallentuna) е град в лен Стокхолм, източната част на централна Швеция. Главен административен център на едноименната община Валентюна. Намира се на около 30 km на север от централната част на столицата Стокхолм. Има жп гара. Населението на града е 29 519 жители според данни от преброяването през 2010 г.